# Knattspyrnufélagið Víkingur
Knattspyrnufélagið Víkingur är en idrottsklubb i Reykjavík, Island. Klubben grundades 1908 och är mest känt för sitt fotbollslag. Under de första 10 åren efter klubbens grundande förlorade laget endast en match, de vann dock ingen titel innan 1918 eftersom de inte hade ett seniorlag.
Utöver fotboll har Vikingur verksamhet inom karate, längdskidor, tennis, handboll, friidrott och bordtennis.

## Meriter
- Mästare: 1920, 1924, 1981, 1982, 1991, 2021, 2023[3]
- Cupen: 1971, 2019, 2021, 2022, 2023[4]

## Färger
Víkingur spelar i svart och röd trikåer, bortastället är vit.
| Víkingur | Víkingur |

## Placering senaste säsonger
| Säsong | Nivå | Liga        | Placering | Referens | Notering          |
| ------ | ---- | ----------- | --------- | -------- | ----------------- |
| 2014   | 1    | Pepsideild  | 4         | [ 5 ]    |                   |
| 2015   | 1    | Pepsideild  | 9         | [ 6 ]    |                   |
| 2016   | 1    | Pepsideild  | 7         | [ 7 ]    |                   |
| 2017   | 1    | Pepsideild  | 8         | [ 8 ]    |                   |
| 2018   | 1    | Pepsideild  | 9         | [ 9 ]    |                   |
| 2019   | 1    | Pepsideild  | 7         | [ 10 ]   | 🏆 Cupen: vinnare |
| 2020   | 1    | Pepsideild  | 10        | [ 11 ]   |                   |
| 2021   | 1    | Pepsideild  | 1         | [ 12 ]   | 🏆 Cupen: vinnare |
| 2022   | 1    | Besta deild | 3         | [ 13 ]   | 🏆 Cupen: vinnare |
| 2023   | 1    | Pepsideild  | 1         | [ 14 ]   | 🏆 Cupen: vinnare |
| 2024   | 1    | Besta deild | 2         | [ 15 ]   |                   |